# Interestatal 2
Interestatal 2 (I-2) es una autopista interestatal parcialmente terminada que atraviesa el valle del Río Grande del sur de Texas. Comienza en la intersección de la autopista 83 de EE. UU. (US 83) y la autopista 83 de negocios (Bus. US 83) en La Joya y se dirige hacia el este antes de terminar en I-69E/US 77/US 83 en Harlingen. Para toda su longitud, el I-2 se ejecuta simultáneamente con usátil 83. I-2 también es paralela a la Carretera Federal 2 (Fed. 2), otra importante ruta este-oeste que traza la frontera entre Estados Unidos y México a lo largo del lado mexicano del río Bravo. Cuando esté terminada, la terminal occidental será la ciudad de Laredo.
La ruta es una de las autopistas interestatales más recientemente designadas; fue firmado como interestatal en 2013. Su construcción es parte de una expansión del sistema interestatal en el sur de Texas que incluye las tres ramas de la Interestatal 69 en Texas. Actualmente interseca I-69E e I-69C, y, cuando se complete a Laredo, también se intersecará I-69W. A partir de 2019, este complejo de autopistas interestatales aún no se conectan al resto del sistema.

## Descripción de la ruta
I-2 comienza en una intersección en grado con los U.S. 83 y el autobús. US 83 en La Joya. La interestatal se dirige hacia el este como una autopista de cuatro carriles a través del valle del Río Grande. La ruta se curva hacia el sureste alrededor de Mission y McAllen hacia el sur, corriendo cerca del aeropuerto internacional de McAllen. La ruta se curva hacia el noreste alrededor de Pharr, donde se cruza con la I-69C/US 281 al norte del centro de la ciudad. Continuando hacia el este, la ruta pasa por muchas ciudades pequeñas, aproximadamente paralelas Bus. US 83. La ruta termina en un intercambio con I-69E/US 77/US 83 en Harlingen.

## Historia

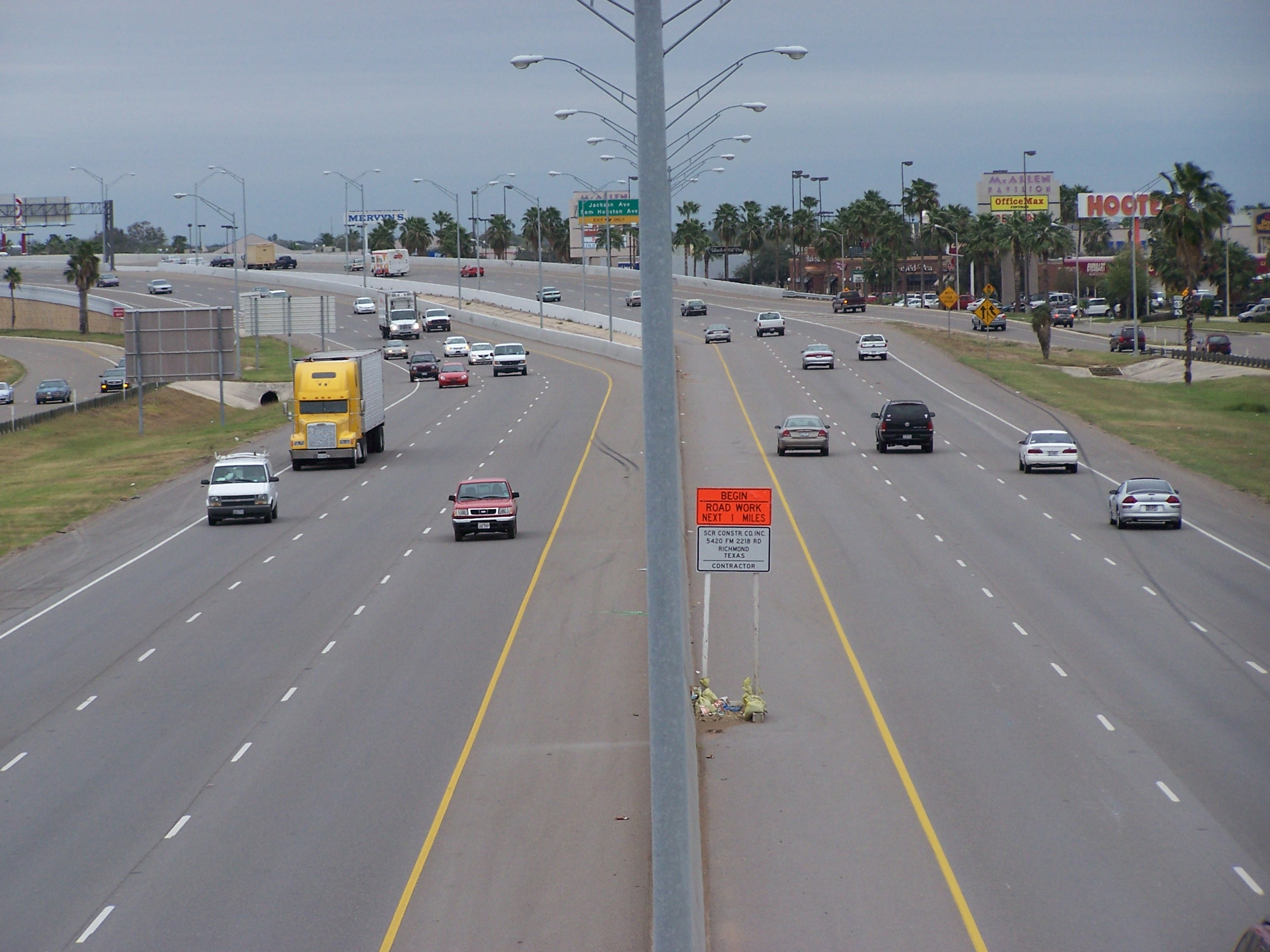
Lo que ahora es I-2/US 83 corriendo a través de un importante distrito minorista de McAllen en 2005

El 1 de abril de 2013, la Comisión de Transporte de Texas solicitó usar la designación I-2 en US 83 de Palmview a Harlingen. Aprobada por la Asociación Americana de Oficiales Estatales de Carreteras y Transportes en su reunión de mayo, esta autopista de 76 km de largo ya fue construida como una instalación de acceso limitado de grado interestatal. Se conecta con la I-69E en Harlingen; y también con la I-69C en la ciudad de Pharr. La Administración Federal de Carreteras aprobó la designación el 24 de mayo de 2013, y la Comisión de Transporte de Texas siguió su ejemplo el 30 de mayo de 2013. Esta acción finalizó las designaciones no sólo de la I-2, sino también de las secciones de la I-69E de Brownsville a Raymondville, I-69C desde Pharr hacia el norte hasta el final de la instalación de la autopista US 281 cerca de Edinburg, y también la I-369 a lo largo de un segmento corto de la autopista US 59 al oeste de Texarkana, que formará parte del conector propuesto de 115 millas (185 km) entre el tronco principal I-69 en Tenaha y Texarkana. Estas aprobaciones agregaron más de 100 millas (160 km) al Sistema de Carreteras Interestatales en el Valle del Río Grande. La señalización se instaló en el verano de 2013.

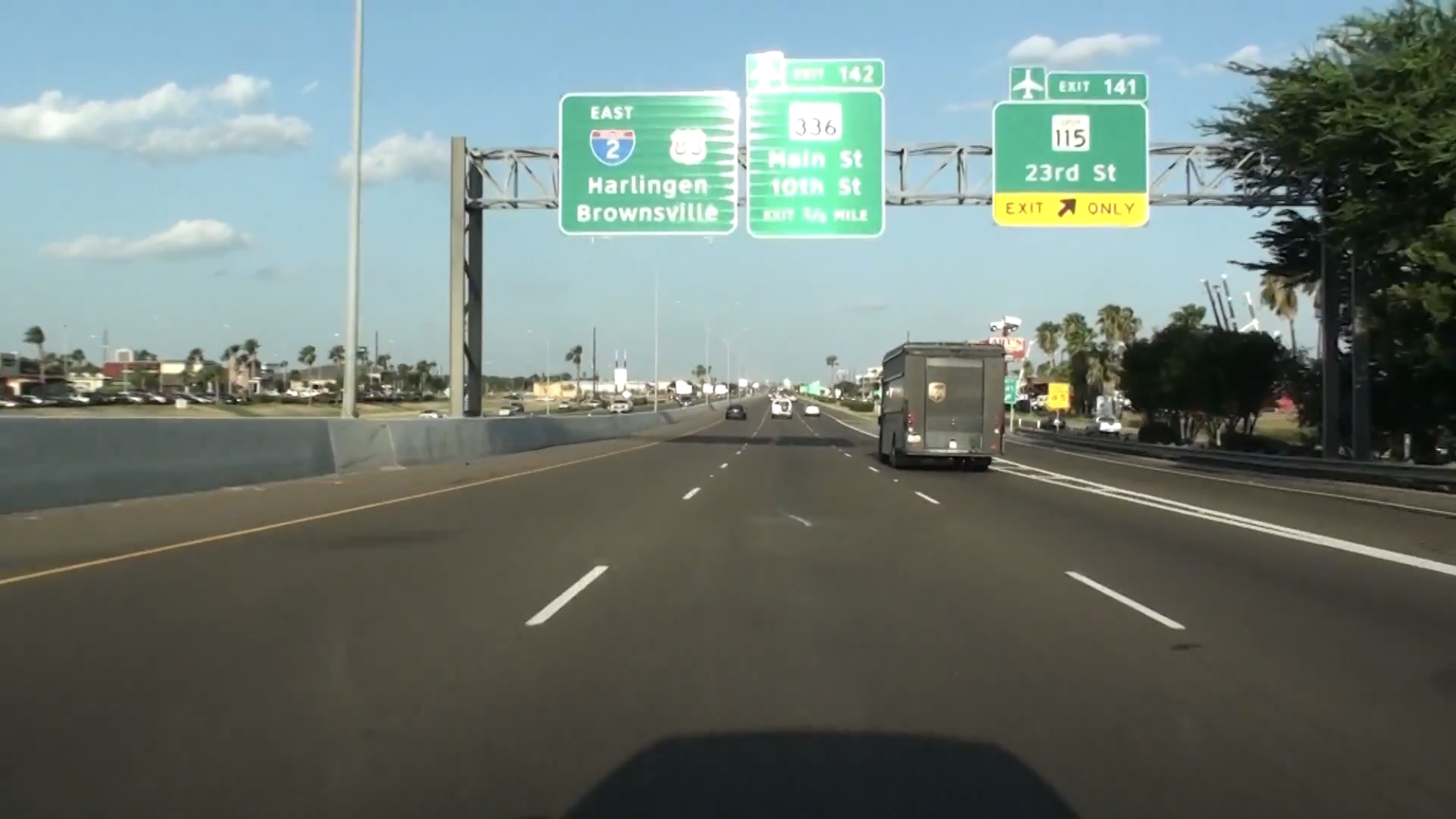
I-2/US 83 hacia el este hacia Harlingen y Brownsville

A partir de junio de 2013, el grupo que consiste en las porciones recientemente designadas de I-2, I-69C e I-69E en el Valle del Río Grande no está conectado a la red interestatal nacional. Esta situación está programada para ser remediada por proyectos programados para completar la I-69E a lo largo de los U.S. 77 entre Raymondville y Robstown, y para completar el extremo sur de la parte previamente firmada del corredor I-69 que conecta con la I-37 al oeste de Corpus Christi. La aprobación de la Agencia de Protección Ambiental para la actualización de la alineación de los U.S. 77 a las normas interestatales, incluyendo los desvíos de las ciudades a lo largo de la ruta de 146 km, se obtuvo a través de una declaración de hallazgo de no impacto significativo emitida el 13 de julio de 2012 la financiación de los diversos proyectos para llevar a cabo las mejoras está prevista para que esté disponible después de 2015.